# Ausoniusstein (Naturschutzgebiet)
Koordinaten: 50° 15′ 38,8″ N, 7° 26′ 17″ O
Das Naturschutzgebiet Ausoniusstein liegt im Landkreis Mayen-Koblenz im nördlichen Rheinland-Pfalz. Das ca. 31 ha große Naturschutzgebiet befindet sich auf der Gemarkung von Moselsürsch, einem Ortsteil von Lehmen. Es wurde von der Bezirksregierung Koblenz per Rechtsverordnung vom 15. August 1984 ausgewiesen und trägt die Gebietsnummer 7137-017.
Die Unterschutzstellung erfolgte
- „wegen der geologischen und morphologischen Beschaffenheit aus naturgeschichtlichen Gründen,
- als Lebensraum seltener, in ihrem Bestand bedrohter wildwachsender Pflanzen und Pflanzengesellschaften und seltener in ihrem Bestand bedrohter Tierarten aus wissenschaftlichen Gründen und
- wegen seiner besonderen landschaftlichen Eigenart und Schönheit“.[2]

Dort kommt der selten gewordene Apollofalter vor.